# Gnaphosa esyunini
Gnaphosa esyunini – gatunek pająka z rodziny worczakowatych. Endemit Mongolii.

## Taksonomia
Gatunek ten opisany został po raz pierwszy w 2014 roku przez Jurija Marusika, Aleksandra Fomiczewa i Michaiła Omełkę na łamach „ZooKeys”. Jako lokalizację typową wskazano pobliże Kobdo w ajmaku kobdoskim na zachodzie Mongolii. Epitet gatunkowy nadano na cześć Siergieja Esjunina.
G. esyunini tworzy grupę spokrewnionych gatunków z G. khovdensis, G. rasnitsyni i G. serzonshteini.

## Morfologia
Samiec ma ciało długości 14,4 mm, a samica 15,5 mm. Brązowy karapaks ma 7,3 mm długości i 5,6 mm szerokości w przypadku samca oraz 8,3 mm długości i 6,2 mm szerokości w przypadku samicy. Szczękoczułki są ciemnobrązowe do czarniawych. Barwa wargi dolnej, szczęk i sternum jest ciemnobrązowa. Szarobrązowa opistosoma (odwłok) zaopatrzona jest w jasnobrązowe kądziołki przędne. Płytka płciowa samicy odznacza się bardzo szerokim, 2,2 raza szerszym od owalnego, szerszego niż dłuższego trzonka dołkiem, dużym kapturkiem, długimi i ustawionymi pod kątem 45° względem fałdy epigastrycznej kieszonkami bocznymi oraz poziomo rozciągniętymi częściami gruczołowymi zbiorników nasiennych. Nogogłaszczki samca mają goleń o równoległobocznej i trójkątnie zakończonej apofizie, dużą, silną i częściowo skręconą apofyzę medialną oraz embolus z wyraźnie piłkowaną krawędzią przednio-boczną, długim, przednio-bocznie skierowanym kolcem u podstawy i małym ząbkiem poniżej tegoż kolca.

## Ekologia i występowanie
Pająk górski, znajdywany na rzędnych od 1500 do 1945 m n.p.m.
Gatunek palearktyczny, znany z dwóch stanowisk w ajmaku kobdoskim w Mongolii.